# 韋婉婷
韋婉婷（Wai Yuen Ting，1992年10月15日—），生於香港，香港女子足球運動員，司職進攻中場，現時效力台灣木蘭女子足球聯賽球會高雄Attackers FC。

## 球會生涯
韋婉婷生於香港，小學時曾贏過一些全港學界的乒乓球獎項，直到12歲升讀聖公會陳融中學，因學校女子足球隊不夠人而被老師邀請韋婉婷加入，開始了足球之路。後來韋婉婷亦與朋友一起報名參加足總的青訓計劃，成為了青訓計劃的MVP，受到球隊和香港青年軍的邀請，曾為葵青和流浪踢過幾年聯賽。直至後來她離港到美國升學。初到美國，韋婉婷到了華盛頓州小鎮讀高中，次年升讀了雪蘭社區學院（Shoreline Community College）後，即加入學院的足球隊出戰區內的聯賽，之後入讀華盛頓州立大學（WSU），雖然韋婉婷下一個目標是希望進軍NCAA，但因她沒有比賽片段給大學球隊的教練參考，令韋婉婷失去挑戰更高水準的目標，在美國生活的最後兩年，她完全放棄了足球。
2015年，韋婉婷從美國大學畢業後，回流香港加盟公民，季初卻因為久疏戰陣，導致傷患復發，一直狀態非常低迷，加上過去幾年在美國幾近放棄足球的經歷，令她今年初更一度短暫退出球圈。2015年除夕首次舉行的女子省港盃，韋婉婷入選香港隊的大軍名單，最終並沒有出場機會。這場比賽後，韋婉婷退出了香港代表隊，應徵了健身教練的工作，嘗試向其他方面發展，又一次短暫放棄足球，不過短暫離開球場的生活亦令她的腳部有傷患的肌肉得以休養和改善。最終韋婉婷在2016年4月選擇重新出發兼歸隊，狀態繼續回復，協助球隊奪得聯賽及足總盃雙料冠軍。球季結束後，韋婉婷如願再次入選了香港隊征戰2017年東亞盃的名單，有機會爭取個人代表香港的正選處子戰。
韋婉婷在2020年6月底隻身遠渡重洋到歐洲阿爾巴尼亞，隨維拉斯尼亞試腳10日，她第二次為球隊上陣已取得兩個入球，表現獲會方認可。雖然6月30日一仗再次正選披甲45分鐘，未能再次建功，但賽後仍獲球會錄用，並已簽約留效到季尾。 7月5日，韋婉婷在聯賽榜首大戰續獲上陣機會，惟她指發揮未如人意，僅互交白卷和局收場。賽後，她坦言語言障礙影響場上發揮。
2023年2月，韋婉婷加盟泰國女子超級足球聯賽球會春武里。 韋婉婷在同年6月底已代表球會春武里入球增至11球。 完成同年泰國聯賽後, 韋婉婷重返沙田體育會。 
2024年2月，韋婉婷加盟木蘭女足聯賽高雄Attackers FC（高雄先鋒）   同年協助高雄先鋒取得首個聯賽冠軍。

## 國際賽生涯
2015年，韋婉婷開始代表香港代表隊成為大港腳，身披香港隊的9號球衣，24歲第一次在大港腳踢正選。2015年12月29日，韋婉婷入選第一屆女子省港盃賽事的20人決選名單，最終並沒有出場機會。2016年10月19日，韋婉婷入選香港隊的20人名單，參與在香港舉行的東亞足球錦標賽2017第2圈賽事。2020年3月的女子土耳其盃2020，韋婉婷再次入選港隊。2023年7月1日，韋婉婷在Instagram對港隊女足選拔不滿。2024年7月14日，韋婉婷再次入選港隊對印尼，並取得一個入球。同年10月，韋婉婷隨港隊作客緬甸進行兩場友賽。

## 榮譽
- 香港女子足球聯賽 冠軍

（2015-2016）
（2016-2017）
- 香港女子聯賽足總盃 冠軍

（2015-2016）
- 阿爾巴尼亞女子全國錦標賽 冠軍

（2019-2020）
- 阿爾巴尼亞女子杯 冠軍

（2019-2020）
- 台灣木蘭聯賽 冠軍

（2024）

## 外部連結
- 香港足球總會網頁球員註冊資料 （页面存档备份，存于）